# 1986–1987-es bajnokcsapatok Európa-kupája
A bajnokcsapatok Európa-kupája 32. szezonja. A győztes végül a portugál FC Porto csapata lett. A bécsi döntőben 2–1-re győzött a Bayern München ellen.

## Eredmények

### 1. forduló
| 1. csapat       | Össz. | 2. csapat        | 1. mérk. | 2. mérk. |
| --------------- | ----- | ---------------- | -------- | -------- |
| Paris SG        | 2–3   | Vítkovice        | 2–2      | 0–1      |
| FC Porto        | 10–0  | Rabat Ajax       | 9–0      | 1–0      |
| Brøndby         | 6–3   | Budapesti Honvéd | 4–1      | 2–2      |
| Örgryte         | 3–7   | Dynamo Berlin    | 2–3      | 1–4      |
| Beşiktaş JK     | 3–0   | Dinamo Tirana    | 2–0      | 1–0      |
| APÓEL           | 3–31  | HJK              | 1–0      | 2–3      |
| Shamrock Rovers | 0–3   | Celtic FC        | 0–1      | 0–2      |
| Beroe           | 1–3   | Gyinamo Kijev    | 1–1      | 0–2      |
| PSV Eindhoven   | 0–2   | Bayern München   | 0–2      | 0–0      |
| Avenir Beggen   | 0–6   | Austria Wien     | 0–3      | 0–3      |
| Anderlecht      | 3–1   | Górnik Zabrze    | 2–0      | 1–1      |
| Rosenborg       | 2–1   | Linfield         | 1–0      | 1–1      |
| Crvena Zvezda   | 4–2   | Panathinaikósz   | 3–0      | 1–2      |
| Young Boys      | 1–5   | Real Madrid      | 1–0      | 0–5      |
| Juventus        | 11–0  | Valur            | 7–0      | 4–0      |

1 Az APÓEL csapata jutott tovább, idegenben lőtt góllal.
- A Steaua București csapata mérkőzés nélkül jutott a következő körbe.

### Nyolcaddöntő
| 1. csapat      | Össz. | 2. csapat        | 1. mérk. | 2. mérk. |
| -------------- | ----- | ---------------- | -------- | -------- |
| Vítkovice      | 1–3   | FC Porto         | 1–0      | 0–3      |
| Brøndby        | 3–2   | Dynamo Berlin    | 2–1      | 1–1      |
| Celtic FC      | 2–4   | Gyinamo Kijev    | 1–1      | 1–3      |
| Bayern München | 3–1   | Austria Wien     | 2–0      | 1–1      |
| Anderlecht     | 3–1   | Steaua București | 3–0      | 0–1      |
| Rosenborg      | 1–7   | Crvena Zvezda    | 0–3      | 1–4      |
| Real Madrid    | 1–11  | Juventus         | 1–0      | 0–1      |

1 A Real Madrid csapata jutott tovább tizenegyesekkel (3–1).
- Az APÓEL csapata a ciprusi politikai helyzet miatt nem állt ki a mérkőzésre, így a török Beşiktaş JK csapata került a következő körbe.

### Negyeddöntő
| 1. csapat      | Össz. | 2. csapat     | 1. mérk. | 2. mérk. |
| -------------- | ----- | ------------- | -------- | -------- |
| FC Porto       | 2–1   | Brøndby       | 1–0      | 1–1      |
| Beşiktaş JK    | 0–7   | Gyinamo Kijev | 0–5      | 0–2      |
| Bayern München | 7–2   | Anderlecht    | 5–0      | 2–2      |
| Crvena Zvezda  | 4–41  | Real Madrid   | 4–2      | 0–2      |

1 A Real Madrid csapata jutott tovább, idegenben lőtt góllal.

### Elődöntő
| 1. csapat      | Össz. | 2. csapat     | 1. mérk. | 2. mérk. |
| -------------- | ----- | ------------- | -------- | -------- |
| FC Porto       | 4–2   | Gyinamo Kijev | 2–1      | 2–1      |
| Bayern München | 4–2   | Real Madrid   | 4–1      | 0–1      |

### Döntő
| 1987. május 27. | FC Porto              | 2 – 1   | Bayern München | Ernst Happel stadion, Bécs Nézőszám: 62 000 Játékvezető: Ponnet (Belgium) |
| 1987. május 27. | Mádzser 79' Juary 81' | (0 – 1) | Kögl 24'       | Ernst Happel stadion, Bécs Nézőszám: 62 000 Játékvezető: Ponnet (Belgium) |

| Az 1986–87-es bajnokcsapatok Európa-kupájának győztese |
| FC Porto 1. cím                                        |
| ← 1985–86 Steaua București                             |
| PSV Eindhoven 1987–88 →                                |